# کفال کوهی
کفال کوهی (نام علمی: Agonostomus monticola) نام یک گونه از تیره ماهی کفال است.